# Xã Polk, Quận St. Clair, Missouri
Xã Polk (tiếng Anh: Polk Township) là một xã thuộc quận St. Clair, tiểu bang Missouri, Hoa Kỳ. Năm 2010, dân số của xã này là 289 người.